# کریستوفر فرانک (نویسنده)
کریستوفر فرانک (فرانسوی: Christopher Frank‎)، (۵ دسامبر ۱۹۴۲ در بیکنزفیلد، انگلستان - ۱۹ نوامبر ۱۹۹۳ در منطقه ۱۳ پاریس) فیلم‌نامه‌نویس، دیالوگ‌نویس، کارگردان، نمایشنامه‌نویس و نویسندۀ فرانسوی-بریتانیایی است. داستان میرا نوشتۀ کریستوفر فرانک در ایران در سال ۱۳۵۴ با ترجمۀ لیلی گلستان به چاپ رسیده و مورد استقبال قرار گرفته‌است. او همچنین کتابی با عنوان وانمود می‌کنم که آنجا نیستم نوشت که در سال ۱۹۸۹ توسط انتشارات سووی منتشر شد، که می‌توان آن را نوعی زندگی‌نامه به حساب آورد.

## زندگی
جان کریستوفر فرانک در ۵ دسامبر ۱۹۴۲ در بیکنزفیلد انگلستان به دنیا آمد. او در ۱۹ نوامبر ۱۹۹۳ در منطقه ۱۳ پاریس بر اثر سکتۀ قلبی درگذشت.

## آثار منتشرشده
- میرا، انتشارات سووی، ۱۹۶۷.
- شب آمریکایی، انتشارات سووی، ۱۹۷۲.
- مرگ لرد شاتُلی، آوان‌سن، ۱۹۷۴.
- رؤیای میمون دیوانه، ۱۹۷۶.
- ژوزفا، ۱۹۷۹.
- شوالیه و ملکه، ۱۹۸۱.
- سال عروس دریایی، ۱۹۸۴.
- وانمود می کنم که آنجا نیستم، ۱۹۸۹.

## اقتباس‌ها
آندژی ژووافسکی فیلم مهم‌ترین چیز: عشق (۱۹۷۵) را بر اساس اقتباسی از رمان «شب آمریکایی» کارگردانی کرد.
رؤیای میمون دیوانه نیز در سال ۱۹۸۹ توسط فرناندو تروئبا مورد اقتباس سینمایی قرار گرفت.
کریستوفر فرانک خودش نیز از دو رمان جوزفا و سال عروس دریایی اقتباس سینمایی انجام داده است.

## فیلم‌شناسی

### فیلمنامه‌نویس
- ۱۹۷۴ - گوسفند دیوانه، میشل دوویل
- ۱۹۷۵ - مهم‌ترین چیز: عشق، آندژی ژووافسکی
- ۱۹۷۷ - سرنشینان، سرژ لوروا
- ۱۹۷۷ - توجه، بچه‌ها نگاهمان می‌کنند، سرژ لوروا
- ۱۹۷۷ - شتاب‌زده، ادوارد مولینارو
- ۱۹۷۹ - فرار، دانیل دووال
- ۱۹۷۹ - نور زن، کوستا گاوراس
- ۱۹۸۰ - سه مرد برای کشتن، ژاک دوره
- ۱۹۸۱ - آب‌های عمیق، میشل دوویل
- ۱۹۸۱ - ژوزفا، کریستوفر فرانک
- ۱۹۸۱ - برای پنهان کردن یک پلیس، آلن دلون
- ۱۹۸۱ - یک ماجرای عجیب، پیر گرانیه-دفر
- ۱۹۸۳ - ضارب، آلن دلون
- ۱۹۸۳ - زنان هیچکس، کریستوفر فرانک
- ۱۹۸۳ - سال عروس دریایی، کریستوفر فرانک
- ۱۹۸۳ - دوست وینسنت، پیر گرانیه-دفر
- ۱۹۸۶ - درس خصوصی، پیر گرانیه-دفر
- ۱۹۸۷ - مالون، قاتلی در جهنم، هارلی کوکلیس
- ۱۹۸۷ - مارپیچ، کریستوفر فرانک
- ۱۹۹۲ - آتلانتیس، باب سوایم
- ۱۹۹۳ - آن‌ها هرگز فراموش نمی‌کنند، کریستوفر فرانک
- ۱۹۹۳ - نقطه ناپدید شدن، فرناندو لوپز

### دیالوگ‌نویس
- ۱۹۸۰ - سه مرد برای کشتن، ژاک دوره
- ۱۹۸۱ - برای پنهان کردن یک پلیس، آلن دلون

### کارگردان
کریستوفر فرانک از سال ۱۹۸۱ به کارگردانی نیز پرداخت.

#### سینما
- ۱۹۸۲ - ژوزفا
- ۱۹۸۴ - زنان هیچکس
- ۱۹۸۴ - سال عروس دریایی
- ۱۹۸۷ - مارپیچ
- ۱۹۹۴ - آن‌ها هرگز فراموش نمی‌کنند

#### تلویزیون
- ۱۹۸۹ - خداحافظ کریستین
- ۱۹۹۰ - دومی و ژولی دو کارنیان، بر اساس رمان های کولت
- ۱۹۹۲ - زن عاشق

## تئاتر

### نویسنده
- ۱۹۷۱ - مرگ لیدی شاتُلی، به کارگردانی ژاک سیلر، تئاتر ویو دو کولومبیه
- ۱۹۷۷ - خداحافظ سوپرمک، به کارگردانی نویسنده، تئاتر پلیزانس

## جوایز
کریستوفر فرانک در زمینۀ سینما ۲ بار نامزد جایزۀ سزار شده است:
- ۱۹۸۲ - جایزۀ سزار برای بهترین فیلمنامه اصلی یا اقتباسی، برای فیلم یک ماجرای عجیب
- ۱۹۸۳ - جایزۀ سزار برای بهترین فیلم اول، برای فیلم ژوزفا

او همچنین دو بار نیز به عنوان نویسنده برندۀ جایزه شده‌است:
- ۱۹۶۷ - جایزۀ ادبی هرمس برای رمان میرا
- ۱۹۷۲ - جایزۀ رنودو برای کتاب شب آمریکایی